# Piaski (Staniątki)
Piaski – część wsi Staniątki w Polsce, położona w województwie małopolskim, w powiecie wielickim, w gminie Niepołomice.
W latach 1975–1998 Piaski położone były w województwie krakowskim.